# Eurema puella
Eurema puella är en fjärilsart som först beskrevs av Jean Baptiste Boisduval 1832.  Eurema puella ingår i släktet Eurema och familjen vitfjärilar. Inga underarter finns listade i Catalogue of Life.